# Sportclub Sand 1946
Lo Sportclub Sand 1946, solitamente abbreviato in SC Sand, è una società polisportiva tedesca con sede a Willstätt, comune situato nel land del Baden-Württemberg.
Fondata l'11 agosto 1946 annovera sezioni che partecipano a numerose discipline sportive, tra le quali le più rilevanti sono gli sport di squadra, il calcio, con sezione maschile e femminile, la ginnastica aerobica e le arti marziali come judo e qi Gong.
Nel calcio la squadra più titolata è la sezione femminile, istituita nel 1980 e dalla stagione 2014-2015 iscritta alla Frauen-Bundesliga, massimo livello del campionato tedesco femminile di calcio.